# جوایز گلد
جوایز گلد (انگلیسی: Gold Awards) برنامهٔ تلویزیونی جوائز سالانه ای است که از هنرمندان برتر صنعت تلویزیون زبان هندی تقدیر به عمل می‌آورد. این مراسم از سال ۲۰۰۷ آغاز شد. اسپانسر ده برنامهٔ ابتدایی بوروپلاس بود که بعد کش کینگ اسپانسری را بر عهده گرفت.